# Microgobius carri
 Microgobius carri es una especie de peces de la familia Gobiidae en el orden Perciformes.

## Morfología
Los machos pueden llegar a alcanzar 7,5 cm de longitud total.

## Distribución geográfica
Se encuentra desde Carolina del Norte y el este del Golfo de México hasta las Pequeñas Antillas.

## Observaciones
Es inofensivo para los humanos.